# Moos (Sexten)
Moos (italsky Moso) je část italské obce Sexten v Jižním Tyrolsku. Moos leží u vstupu do údolí Fiscalina. V roce 1900 tvořily Moos téměř výhradně zemědělské usedlosti, z nichž většina byla zničena během první světové války. Dnes je Moos turistickou obcí s mnoha hotely apenziony. Název obce je odvozen od původně bažinatého terénu.

## Infrastruktura
Asi 500 m jižně od centra obce Moos v osadě nazývané Bad Moos leží dolní stanice lanovky vedoucí na Rotwandwiese (postavená v roce 1993), která je šestimístnou kabinkovou lanovkou. Lanovka vede pod vrchol hory Sextener Rotwand k horní stanici u horské chaty Rudihütte do nadmořské výšky 1 921 m.

### Zajímavá místa
- Kostel svatého Josefa v centru obce Moos
- Kaple svatého Valentýna v Bad Moosu od Valentina Wassermanna.